# هرگز نگو خداحافظ (فیلم ۱۹۵۶)
هرگز نگو خداحافظ ([Never Say Goodbye] Error: {{Lang-xx}}: متن دارای نشانه‌گذاری ایتالیک است (راهنما)) فیلمی در ژانر درام و رمانتیک به کارگردانی جری هاپر و داگلاس سیرک است که در سال ۱۹۵۶ منتشر شد.

## بازیگران
- راک هادسن
- کورنل بورچرز
- جرج سندرز
- ری کالینز
- دیوید جانسن
- جیمز فلاوین
- کلینت ایستوود
- جیا اسکالا
- جری پاریس
- جان بنر
- رابرت اف سیمون
- شلی فابارس
- ادوارد اِرل